# Whistlejacket
Whistlejacket är en oljemålning av den engelske konstnären George Stubbs. Den målades omkring 1762 och ingår sedan 1997 i National Gallerys samlingar i London. 
Målningen föreställer kapplöpningshästen Whistlejacket, en fuxhingst av rasen engelskt fullblod som föddes 1749 i Belsay Castle. Han stammade från Godolphin Arabian och såldes efter William Middleton, 3:e baronets död 1757 till Charles Watson-Wentworth, 2:e markis av Rockingham. Whistlejacket blev berömd efter att ha segrat i ett fyramilslopp i York i augusti 1759 i ett starkt startfält. Därefter pensionerades Whistlejacket och blev porträtterad av Stubbs; markisen av Rockingham beställde inte mindre än tolv målningar av Stubbs – alla med hästmotiv.
Den anses vara en av de viktigaste målningarna i Storbritannien under 1700-talet och Stubbs främsta mästerverk. Han var känd för sina realistiska hästporträtt med stark individuell karakterisering. Han ägnade sig åt noggranna anatomiska studier och bokstavligen dissekerade hästar för att skriva boken The anatomy of the Horse 1766. Det som gör målningen ovanlig är de monumentala måtten (296 x 248 cm) och den enfärgade bakgrunden; att hästen är avbildad i naturlig storlek och utan ryttare. 